# T. Rex
T. Rex bio je rock sastav, nastao 1967. godine kojeg je osnovao tekstopisac, vokal i gitarista Marc Bolan. U početku su bili poznati pod imenom Tyrannosaurus Rex. Kao Tyrannosaurus Rex su izdali četiri psihodelična folk albuma. Godine 1969., Bolan se odlučio na promjenu zvuka sastava iz akustičnog u električni i te godine također skraćuje ime sastava u T. Rex.